# Wilfred Holroyd
Wilfred James Holroyd (Manchester, 14 dicembre 1877 – Los Angeles, 3 novembre 1961) è stato uno schermidore britannico naturalizzato statunitense.
Partecipò alle gare di fioretto ai Giochi olimpici di Saint Louis 1904, dove fu sconfitto in semifinale.